# Les Loges (Senna Marittima)
Les Loges è un comune francese di 1 095 abitanti situato nel dipartimento della Senna Marittima nella regione della Normandia.

## Società

### Evoluzione demografica
Abitanti censiti